# Pedro Pablo Sanguineto
Pedro Pablo Sanguineto y Basso (Cartagena, España, 1760 – La Habana, Cuba, 1806), también conocido como Sanguineti, Sangineto o Sanguinetto, fue un marino, geógrafo y gobernador español de las islas Malvinas.
En el año 1790 destacó como uno de los comandantes con cuyas navegaciones contribuyó a rectificar las cartas de la zona de las Malvinas y del estrecho de Magallanes. Fue nombrado capitán de fragata en 1791 y estuvo al frente del gobierno de las islas Malvinas en tres ocasiones: del 1 de marzo de 1791 al 1 de marzo de 1792; del 1 de febrero de 1793 al 1 de abril de 1794; y del 15 de junio de 1795 al 15 de marzo de 1796.
El Archivo General de la Nación Argentina conserva una carta de Sanguineto enviada al Virrey del Río de la Plata, Nicolás de Arredondo, informando de su actividad de control en las islas, desde Puerto Soledad, el 4 de marzo de 1791:

Excelentísimo señor:

En los cuarenta y dos días de mi navegación he encontrado nueve embarcaciones, las más de ellas desde los 38° a los 46°, y de 90 a 60 leguas de la costa. Una fragata con bandera francesa, dos goletas y tres bergantines, con la inglesa americana, y las tres restantes, realistas. A dos de ellas que pude hablar hice las amonestaciones atentas, y amistosas, que me prevenía V.E. en su instrucción. Ambos convienen en que pasan de sesenta los buques que se hallan en estas costas a la pesca de la ballena, los más ingleses americanos, algunos realistas, y uno u otro francés, que no saben haya establecimiento alguno, pues a su salida se les prohíbe por el gobierno, con el mayor rigor, y que solo en los casos de algún descalabro, o escasez de agua, se abrigan en uno, u otro surgidero. Incluyo a V.E. copia de sus roles, por lo que pueda convenir a esa superioridad.

Dios guarde a V.E. muchos años. Paquete Santa Eulalia en el Puerto de la Soledad de Malvinas a 4 de marzo de 1791.

Posteriormente fue comandante del séptimo Batallón de Cartagena en 1799 y capitán del puerto de Cartagena en 1802. Murió en La Habana en 1806, tras sufrir la fragata a la cual estaba al mando, la  Pomona, un ataque de los británicos.
La actual bahía Sanguineto en la provincia de Santa Cruz, en la Patagonia Argentina, fue nombrada con su nombre en su honor.
En el Nomenclátor de Montevideo, una calle de la localidad de Pajas Blancas recuerda su nombre.